# Найбільше (серіал)

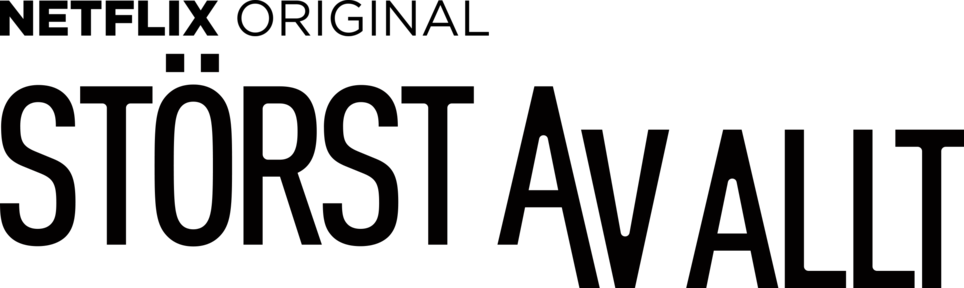

«Найбільше» (швед. Störst av allt, англ. Quicksand) — шведський драматичний мінісеріал з Ганною Арден та Феліксом Сандманом у головних ролях. Альтернативні назви: «Сипучі піски», «Хиткий пісок». Це перший оригінальний серіал від Netflix, створений в Швеції. Серіал знято за мотивами однойменного роману шведської письменниці Малін Перссон Джіоліто. Прем’єра серіалу відбулася 5 квітня 2019 року.

## Сюжет
В елітній школі найбагатшого передмістя Стокгольма сталася масова перестрілка. Вісімнадцятирічну Майю Норберг звинувачують у причетності до трагедії, в результаті якої було вбито її бойфренда та її найкращу подругу. Попереду на Майю чекає довгий судовий розгляд, який встановить, чи могла обдарована дівчина, одна з кращих учениць школи стати холоднокровною вбивцею.

## У ролях
Основний склад
- Ганна Арден — Майя Норберг
- Фелікс Сандман — Себастіан Фагерман
- Вільям Спец[sv] — Самір Саід
- Елла Рапіч[sv] — Аманда Стен
- Давид Денсік — Педер Сандер, адвокат
- Марія Сундбом[ru] — Лена Перссон, прокурор
- Ребекка Гемсе[ru] — Жанет Нільссон
- Арвід Санд[sv] — Ларс-Габріель «Лаббе» Сагер-Круна
- Гелена аф Сандеберг[sv] — Міммі Стен
- Анна Бйорк — Камілла Норберг

Задіяні актори
- Іріс  Гернгрен[sv] — Ліна Норберг
- Каллед Мустунен — Калле
- Маралль Насірі[sv] — Суссе Заньяні
- Крістофер Воллтер[sv] — Ерік Норберг
- Свен Воллтер[sv] — дідусь Майї
- Луїза Едлінд[sv] — Майліс, бабуся Себастіана
- Жанет Гольмгрен[sv] — Маргарета «Магс» Сагер-Круна
- Самуель Фрелер[ru] — Георг Сагер-Круна
- Евін Ахмад[sv] — Евін Орак
- Астрід Плюннінг — Софі
- Сухейб Салех — Денніс Ориєма
- Себастіан Споршен — Пер Юнсон
- Шанті Роні[sv] — Крістер Свенссон, вчитель
- Альва Братт — Мела, однокласниця
- Моа Ліндстрем — однокласник, відвідувач клубу
- Том Бустедт — однокласник
- Саванна Ганнерид — відвідувачка клубу
- Рей Нордін — відвідувач клубу
- Анна Б'єлкеруд[sv] — голова суддівської колегії
- Малін Перссон Джіоліто[sv]  — суддя
- Оскар Терін’є — в’язничний священник
- Моллі Санден[ru] — співачка на похоронах

## Список серій
| № серії | Українська назва | Оригінальна назва  | Режисер                           | Сценаристи                                              | Дата виходу   |
| ------- | ---------------- | ------------------ | --------------------------------- | ------------------------------------------------------- | ------------- |
| 1 серія | «Майя»           | «Maja»             | Пер-Олаф Соренсен                 | Малін Перссон Джіоліто, Камілла Альгрен                 | 5 квітня 2019 |
| 2 серія | «Допит»          | «Förhöret»         | Пер-Олаф Соренсен                 | Малін Перссон Джіоліто, Камілла Альгрен, Вероніка Заччо | 5 квітня 2019 |
| 3 серія | «Поховання»      | «Begravningen»     | Пер-Олаф Соренсен і Ліза Фарзанех | Малін Перссон Джіоліто, Камілла Альгрен, Алекс Гаріді   | 5 квітня 2019 |
| 4 серія | «Реконструкція»  | «Rekonstruktionen» | Пер-Олаф Соренсен і Ліза Фарзанех | Малін Перссон Джіоліто, Камілла Альгрен, Алекс Гаріді   | 5 квітня 2019 |
| 5 серія | «Судовий процес» | «Rättegången»      | Пер-Олаф Соренсен                 | Малін Перссон Джіоліто, Камілла Альгрен, Вероніка Заччо | 5 квітня 2019 |
| 6 серія | «Свідки»         | «Vittnena»         | Пер-Олаф Соренсен                 | Малін Перссон Джіоліто, Камілла Альгрен                 | 5 квітня 2019 |

## Створення серіалу
Основою для мінісеріалу «Найбільше», що складається з шести епізодів, став однойменний шведський бестселер Малін Перссон Джіоліто про шкільну стрілянину, який вийшов у 2016 році і був переведений на 26 мов. Книга отримала нагороду від Шведської академії детективу як «Кращий шведський кримінальний роман 2016» (швед. «Bästa svenska kriminalroman»). У 2017 році Малін Перссон Джіоліто  здобула премію «Скляний ключ» (швед. «Glasnyckeln»), якою щорічно відзначають скандинавських авторів за кращий детективний роман.

У вересні 2017 року було оголошено рішення, що екранізація книги Малін Перссон Джіоліто "Найбільше" стане першим серіалом шведського виробництва для Netflix. 

Адаптацією роману Малін Перссон Джіоліто на правах головного сценариста серіалу займалася Камілла Альгрен, відома роботою над сценаріями до легендарних серіалів «Міст», «Марчелла», «Прилив», «Вбивства на Сандхамні» та усіма шведськими екранізаціями трилогії «Міленіум» Стіга Ларссона.
Виробництво
Стрімінг-гігант Netflix не просто купив права на екранізацію роману Малін Перссон Джіоліто, але і випустив її під власним брендом. Серіал «Найбільше» - це перший локальний проект Netflix, зроблений спільно з компанією «FLX».
Знімальна група
- Кінорежисери —  Пер-Олаф Соренсен[no], Ліза Фарзанех
- Сценаристи — Малін Перссон Джіоліто[sv], Камілла Альгрен, Вероніка Заччо, Алекс Гаріді[sv]
- Кінопродюсери — Фатіма Варгос, Фріда Асп, продюсерська компанія «FLX»[sv]
- Виконавчі продюсери — Понтус Едгрен, Мартіна Гоканссон, Ерік Бармак, Дженніфер Д. Бреслоу, Теша Кроуфорд, Малін Перссон Джіоліто[sv], Астрі фон Арбін Аландер, Джошуа Мер
- Лінійний продюсер — Анна-Клара Карлстен
- Пост-продакшн продюсер — Шарлотта Векстрем
- Сопродюсер — Ігор Нола (Хорватія)
- Композитор — Крістіан Ейднс Андерсен[en]
- Оператор-постановник — Ульф Брантос[sv]
- Кіномонтаж — Тесс Ліндберг, Томас Лагерман, Маргарета Лагерквіст
- Художник-постановник — Сара Віклунд
- Художник-костюмер — Мадлен Тор

Місця зйомок
Зйомки фільму почалися влітку 2018 року і відбувалися у Швеції та Хорватії. Школа, в якій розгортаються події серіалу, справжня, вона знаходиться в центрі Юрсгольма.  Дім Себастіана – це теж саме приміщення, в якому знімали фільм «Вінтервікен». Він так само розташований в Юрсгольмі.

## Саундтрек
Музику до серіалу «Найбільше» написав композитор Крістіан Ейднс Андерсен. 

Червоною ниткою через увесь серіал проходить композиція «Rosa Himmel» (укр. «Пурпурне небо») у виконанні Моллі Санден, яка до того ж з’являється в ролі співачки в одному із епізодів. Цей трек є кавер-версією пісні  Джонатана Юханссона .

## Сприйняття
Серіал «Найбільше» увійшов до програми Berlinale Series в рамках 69-го Берлінського міжнародного кінофестивалю, який проходив з 7 по 17 лютого 2019 року. Серіал отримав чимало схвальних відгуків від кінокритиків.

Досить високим є рейтинг серіалу на сайті Internet Movie Database — 7,6/10 (10 471 голосів).